# Championnat du Koweït de football 2003
Navigation
Saison précédente Saison suivante
La saison 2003 du Championnat du Koweït de football est la quarante-et-unième édition du championnat de première division au Koweït. La Premier League regroupe les huit meilleurs clubs du pays, regroupés au sein d'une poule unique où ils s'affrontent deux fois au cours de la saison. À l'issue du championnat, le dernier est relégué et l'avant-dernier dispute un barrage de promotion-relégation face au vice-champion de deuxième division.
C'est le Qadsia Sporting Club qui remporte le championnat après avoir terminé en tête de la poule finale, avec deux points d'avance sur le tenant du titre, Al Arabi Koweït et quatre sur le Kazma SC. C'est le 9e titre de champion du Koweït de l'histoire du club, qui réussit même le doublé en s'imposant en finale de la Coupe du Koweït face à Al-Salmiya SC.

## Les clubs participants
| - Al Arabi Koweït - Al-Salmiya SC - Kazma Sporting Club - Al Nasr Koweït | - Al Shabab Koweït - Promu de First Division - Al Sahel - Al Kuwait Kaifan - Qadsia Sporting Club |

## Compétition

### Classement
Le barème utilisé pour établir le classement est le suivant :
- Victoire : 3 points
- Match nul : 1 point
- Défaite : 0 point

| Rang | Équipe                 | Pts | J  | G | N | P  | Bp | Bc | Diff |
| ---- | ---------------------- | --- | -- | - | - | -- | -- | -- | ---- |
| 1    | Qadsia Sporting Club C | 28  | 14 | 9 | 1 | 4  | 22 | 12 | +10  |
| 2    | Al Arabi Koweït T      | 26  | 14 | 7 | 5 | 2  | 21 | 12 | +9   |
| 3    | Kazma Sporting Club    | 24  | 14 | 7 | 3 | 4  | 14 | 7  | +7   |
| 4    | Al Kuwait Kaifan       | 22  | 14 | 6 | 4 | 4  | 25 | 16 | +9   |
| 5    | Al-Salmiya SC          | 19  | 14 | 5 | 4 | 5  | 23 | 23 | 0    |
| 6    | Al-Shabab Koweït P     | 16  | 14 | 4 | 4 | 6  | 14 | 18 | -4   |
| 7    | Al Nasr Koweït         | 14  | 14 | 4 | 2 | 8  | 20 | 27 | -7   |
| 8    | Al Sahel               | 6   | 14 | 1 | 3 | 10 | 17 | 41 | -24  |

|  | Qualification pour la Ligue des champions de l'AFC 2004                             |
|  | Participation au barrage de relégation                                              |
|  | Relégation directe en deuxième division                                             |
|  | T : Tenant du titre C : Vainqueur de la Coupe du Koweït P : Promu de First Division |

### Barrage de promotion-relégation
Al Nasr Koweït, 7e de Premier League, affronte Khitan FC, vice-champion de deuxième division, en barrage de promotion-relégation. Ce barrage est disputé sur un match unique.
| Équipe 1       | Résultat | Équipe 2       |
| -------------- | -------- | -------------- |
| Al Nasr Koweït | 1 - 3    | (D2) Khitan FC |

## Bilan de la saison
| Championnat du Koweït de football 2003           |                                 |
| Champion                                         | Qadsia Sporting Club (9e titre) |
| Coupes et trophées                               |                                 |
| Vainqueur de la Coupe du Koweït 2003             | Qadsia Sporting Club            |
| Qualifications continentales                     |                                 |
| Ligue des champions de l'AFC 2004                | Qadsia Sporting Club            |
| Ligue des champions de l'AFC 2004                | Al Arabi Koweït                 |
| Coupe des clubs champions du golfe Persique 2004 | Non disputée                    |
| Ligue des champions arabes 2003-2004             | Qadsia Sporting Club            |
| Ligue des champions arabes 2003-2004             | Koweït SC                       |
| Promotions et relégations                        |                                 |
| Promus en Premier League                         | Al Jahra                        |
| Promus en Premier League                         | Khitan FC                       |
| Relégués en First Division                       | Al Nasr Koweït                  |
| Relégués en First Division                       | Al Sahel                        |